# Owain Fychan
Owain Fychan († 1187) war ein Herrscher eines Teils des walisischen Fürstentums Powys Fadog. 
Er war ein Sohn von Madog ap Maredudd und dessen Frau Susanna, einer Tochter von Gruffydd ap Cynan. Nach dem Tod seines Vaters 1160 wurde er Lord von Mechain und Cynllaith. Seine Gebiete lagen so zwischen dem Gebiet seines älteren Bruders Gruffydd ap Madog und denen seines Cousins Owain Cyfeiliog. 1163 eroberte er zusammen mit seinem Cousin Owain Cyfeiliog Carreghofa Castle an der Grenze zu Shropshire. Die Burg wurde bereits 1165 von König Heinrich II. zurückerobert. 1166 griff Owain Fychan zusammen mit Owain Cyfeiliog ihren Onkel Iorwerth Goch an und vertrieb ihn aus Mochnant. Sie teilten Mochnant auf, die Teilungslinie ist heute noch die Grenze zwischen Denbighshire und Montgomeryshire. 1187 war Owain Fychan wieder im Besitz von Carreghofa Castle, als er bei einem nächtlichen Überfall von Gwenwynwyn und Cadwallon, zwei Söhnen von Owain Cyfeiliog auf die Burg ermordet wurde.
Sein Erbe wurde sein Sohn Llywelyn ap Owain Fychan, seine Nachfahren waren bis zum Ende des 13. Jahrhunderts im Besitz einer stark verkleinerten Herrschaft von Mechain. 